# Zaginiony na Syberii
Zaginiony na Syberii, (ang.) Lost in Siberia, (ros.) Затерянный в Сибири – brytyjsko-radziecki dramat obyczajowy z 1991 roku w reżyserii Aleksandra Mitty. Film jest oparty na autentycznych wydarzeniach.

## Fabuła
Rok 1945. Brytyjski archeolog Andrew Miller prowadzi obiecujące prace wykopaliskowe w Iranie przy granicy z ZSRR. Jego odkryciami interesuje się sam szach i szachini, wizytujący teren wykopalisk. Pewnego dnia zostaje jednak porwany przez NKWD, wywieziony do Moskwy i oskarżony o szpiegostwo na rzecz Stanów Zjednoczonych. Jak się wkrótce okazuje padł ofiarą pomyłki, jednak NKWD gdy się już w tym zorientowało, chcąc uniknąć międzynarodowego skandalu, przy pomocy tortur zmusza Millera do przyznania się do fikcyjnych zarzutów i zsyła do łagru. Tu Miller, nie znający języka i obozowych zwyczajów, musi przejść ciężką próbę charakteru. Początkowo okradany i poniżany przez współwięźniów, doprowadzony do próby samobójstwa, w końcu odnajduje się w obozowej rzeczywistości, wciąż jednak pozostając człowiekiem i zyskując przyjaciół. Próbuje nieudanie uciekać, jednak schwytany, na wpółżywy i z tej próby wychodzi cało dzięki pomocy Anny – obozowej lekarki. Pomiędzy tym dwojgiem ludzi wkrótce wybucha płomienne uczucie. Niestety, Anna jest obiektem adoracji prymitywnego komendanta obozu – kpt. Małachowa, który gdy odkrywa jej związek z Millerem, umieszcza go w najgorszym baraku z największymi recydywistami. To, oraz podziały pomiędzy osadzonymi w obozie kryminalistami doprowadza do bijatyki pomiędzy przestępczymi grupami w której wielu więźniów ginie. Rozsierdzony komendant wysyła karnie Millera na Kołymę – stamtąd już nikt nie wraca. Anna wraz z przygarniętą sierotą – sprytną, kilkuletnią Lilką podąża za nim. Nieoczekiwanie, podczas załadunku na statek płynący na Kołymę, Miller zostaje odwołany z grupy więźniów i wysłany do Moskwy. Tam okazuje się, że pewien japoński jeniec którego spotkał w transporcie na Syberię w pierwszych scenach filmu i któremu opowiedział historię swojego aresztowania, to japoński generał, który po uwolnieniu rozpoczął interwencję w jego sprawie m.in. na dworze szacha. Sprawa Millera dociera do samego Berii, a ten na wszelki wypadek rozkazuje go uwolnić. Miller w ostatnich scenach filmu goszczony jest na salonach szacha, gdzie znów ma możliwość obcować ze swoimi znajomymi. Jednak w tłumie wytwornych gości widzi Annę i obszarpane postacie więźniów. O tym co zostawił na Syberii pamiętać ma do końca życia.

## Role
- Anthony Andrews – Andrew Miller
- Jelena Majorowa – Anna
- Władimir Iljin – kpt. Małachow (komendant obozu)
- Jewgienij Mironow – Wołodia
- Irina Michajłowa – Lilka
- Aleksandr Buriew – sierż. Konajew
- Aleksiej Żarkow – Nikoła
- Walentin Gaft – Beria
- Albert Fiłozof – ojciec Lilki
- Nikołaj Pastuchow – wujek Misza
- Igor Sukaczew – kryminalista
- Jurij Sokołow – przywódca kryminalistów
- Oleg Li – japoński generał
- Leonid Timcunik – kryminalista
- Hark Bohm – Max
- Władimir Prozorow – Charlie
- Nikolaj Prokopowicz – gen. NKWD